# Hökasjö, Småland
Hökasjö är en sjö i Alvesta kommun i Småland och ingår i Lagans huvudavrinningsområde. Sjön har en area på 0,138 kvadratkilometer och ligger 218 meter över havet.

## Delavrinningsområde
Hökasjö ingår i det delavrinningsområde (632870-141847) som SMHI kallar för Utloppet av Yasjön. Medelhöjden är 226 meter över havet och ytan är 27,77 kvadratkilometer. Det finns inga avrinningsområden uppströms utan avrinningsområdet är högsta punkten. Bankeån som avvattnar avrinningsområdet har biflödesordning 4, vilket innebär att vattnet flödar genom totalt 4 vattendrag innan det når havet efter 183 kilometer. Avrinningsområdet består mestadels av skog (76 procent). Avrinningsområdet har 2,26 kvadratkilometer vattenytor vilket ger det en sjöprocent på 8,1 procent.